# Owosso
Owosso é uma cidade localizada no estado americano de Michigan, no Condado de Shiawassee.

## Demografia
Segundo o censo americano de 2000, a sua população era de 15.713 habitantes.
Em 2006, foi estimada uma população de 15.388, um decréscimo de 325 (-2.1%).

## Geografia
De acordo com o United States Census Bureau tem uma área de
12,8 km², dos quais 12,8 km² cobertos por terra e 0,0 km² cobertos por água.

## Localidades na vizinhança
O diagrama seguinte representa as localidades num raio de 20 km ao redor de Owosso.